# 長生橋
長生橋（ちょうせいばし）は、新潟県長岡市の信濃川に架かる国道351号（重複：国道403号・国道404号）のトラス橋。
長岡市の川東地域と川西地域を連絡し、ランドマークの1つにも数えられる橋梁である。

## 概要
1937年（昭和12年）に竣工した3代目となる現在の橋梁は、橋長850.8 m、幅員7.0 mを有する13径間下路カンチレバー鋼ワーレントラス橋。下流側に幅員2.5 mを有する自転車歩行者道橋を併設する。多連・上曲弦方式のトラス橋としては日本国内で唯一現存する橋梁である。
橋梁の下流側には国道351号の大手大橋が、上流側には国道404号（長岡東西道路）のフェニックス大橋が、それぞれ架橋されている。

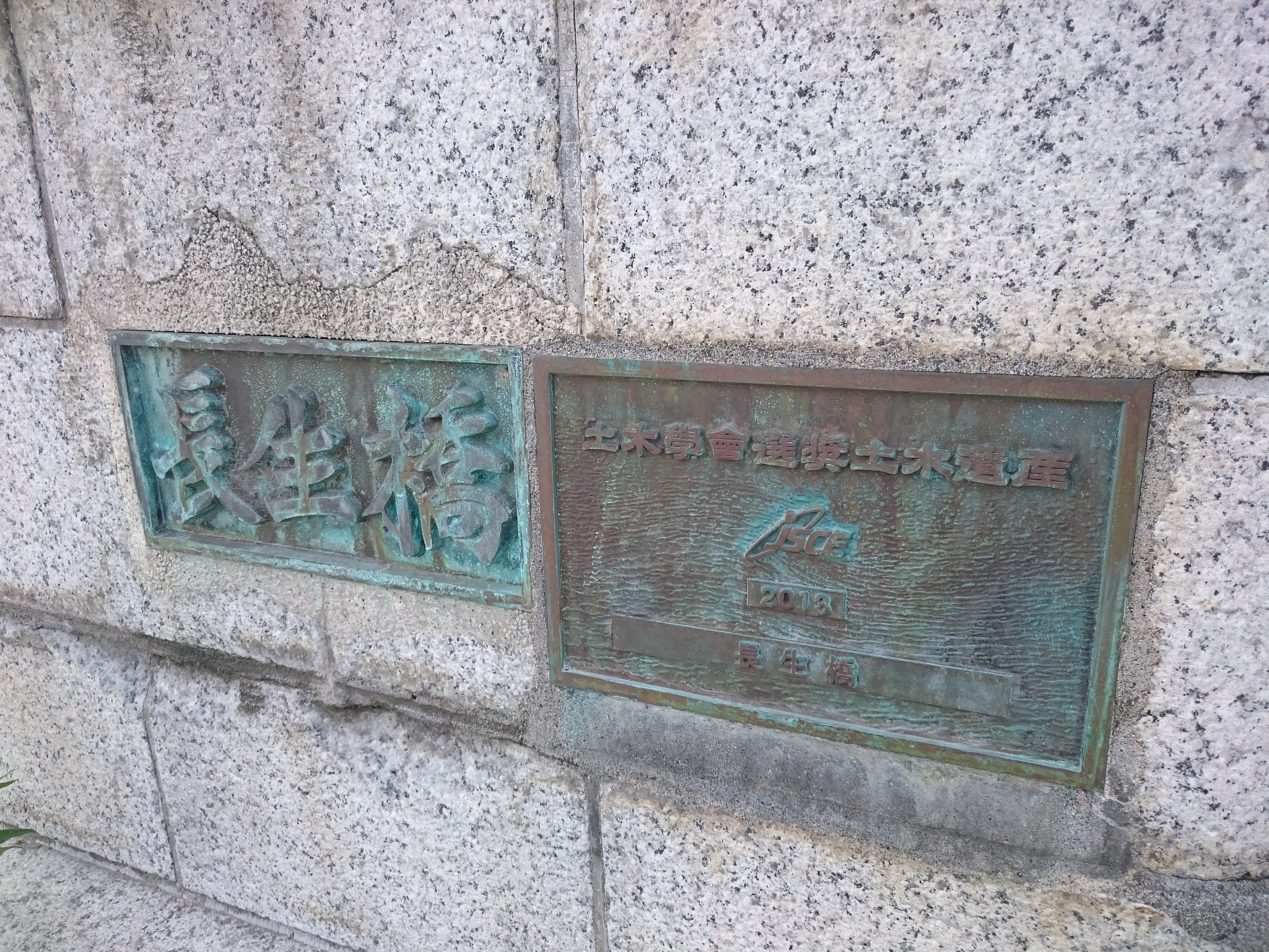
銘板

2013年（平成25年）に土木学会により土木学会選奨土木遺産に認定された。ほか「長生橋東詰広場」が、平成3年度手づくり郷土賞（施設部門）受賞。

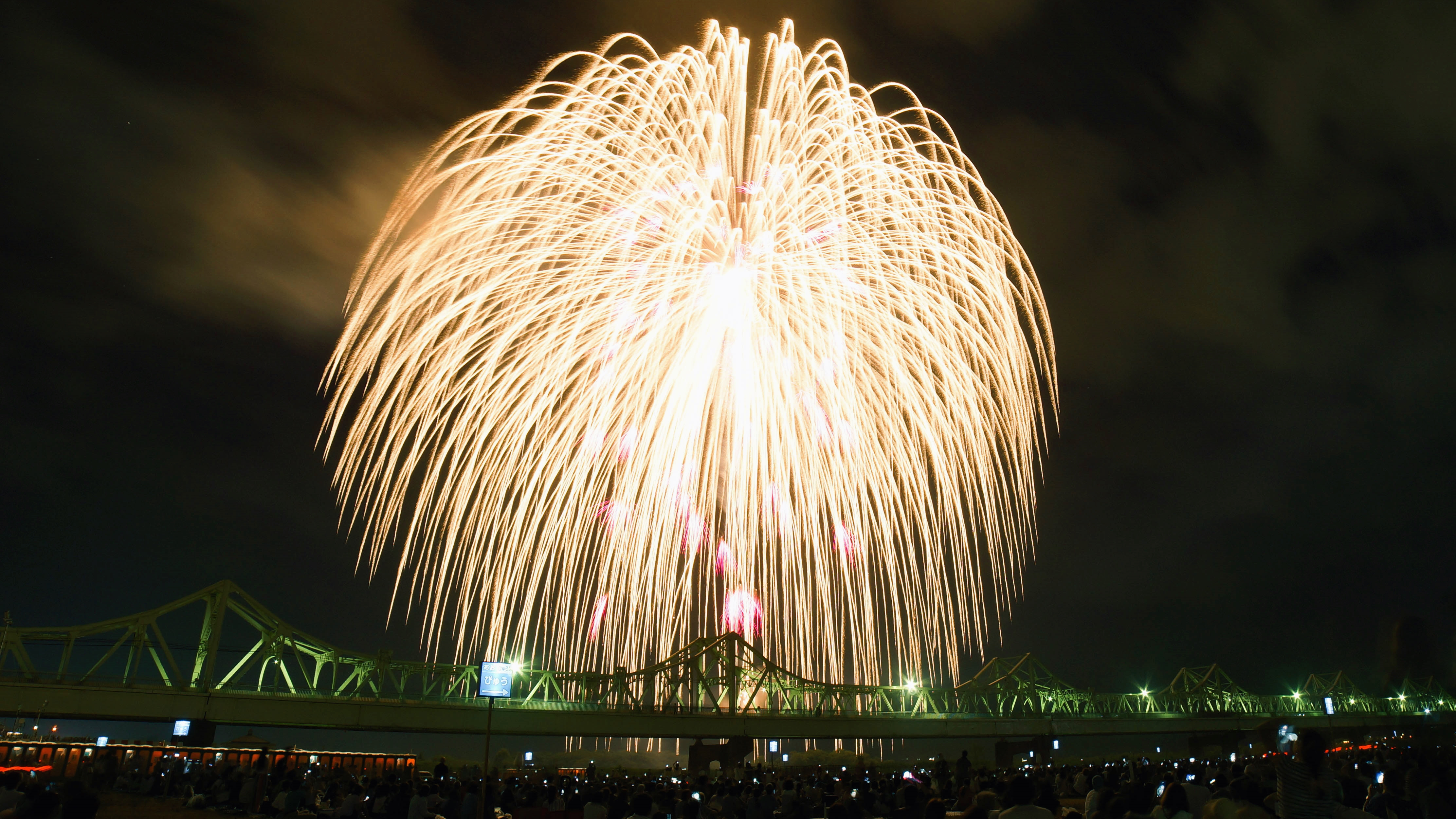
長生橋と正三尺玉（長岡まつり大花火大会 2018）

夏に開催される長岡まつりの「大花火大会」では、長生橋と大手大橋からナイアガラ花火が打ち落とされる。夜空の下、上空の花火に仄かに照らされる長生橋のトラスは、長岡市の夏の風物詩でもある。
また積雪地という立地条件から、トラス橋である長生橋では冬季間、トラス上の積雪によって雪庇や氷柱が生成されやすく、通行中の車両に雪や氷の塊が直撃するなどの被害が頻発している。このため県は冬季間、トラス部に「雪に注意」などと記した看板を掲出して注意を促している他、定期的に車道部を夜間通行止（路線バスと緊急車両のみ通行可）として、雪庇を落とす作業を実施している。

## 歴史

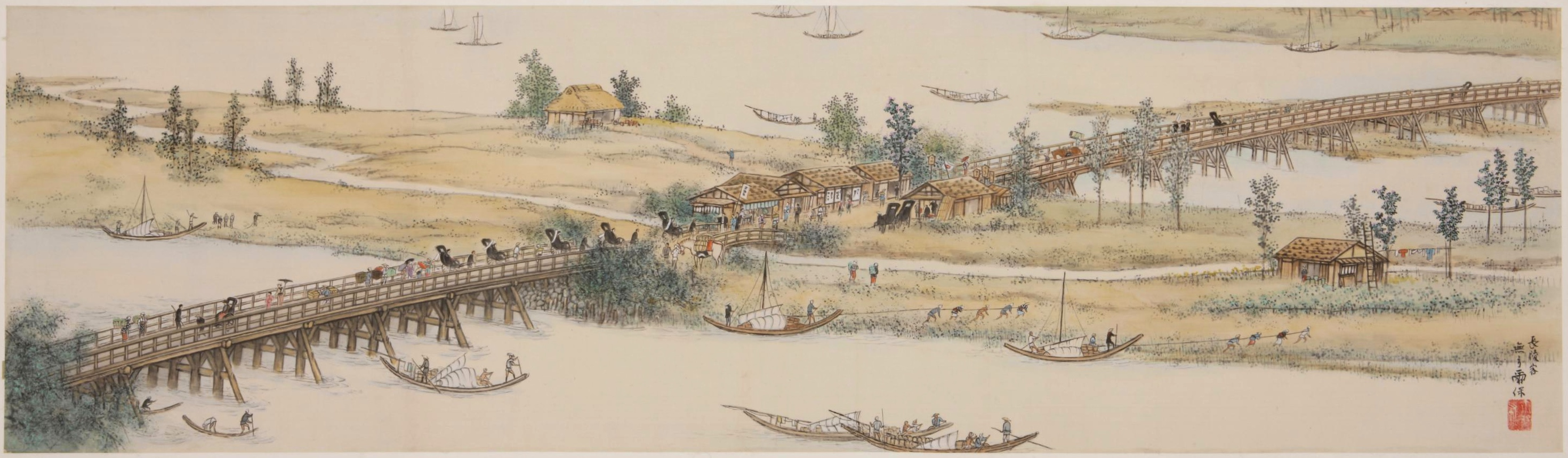
初代の長生橋を描いた『長生橋之図』。水島爾保布画。（長岡市立中央図書館所蔵）

長生橋は長きにわたり、長岡市の旧市域である川東地域と川西地域とを結ぶ幹線経路となっているが、現在の姿となるまでには多くの紆余曲折を経ている。
かつての信濃川は現在よりも河幅が広く、江戸時代には約840 mもあったと伝えられている。橋梁は無く、河を横断する手段は渡船しかなかった。1605年（慶長10年）、西詰側で「草生津（くそうづ）の渡し」が開業したが、洪水や荒天の際には河を渡れず、洪水の後には流木や石に、また春先の雪解けの時期には雪の塊に衝突するなどして転覆に遭うなど長きにわたって難所となっていた。

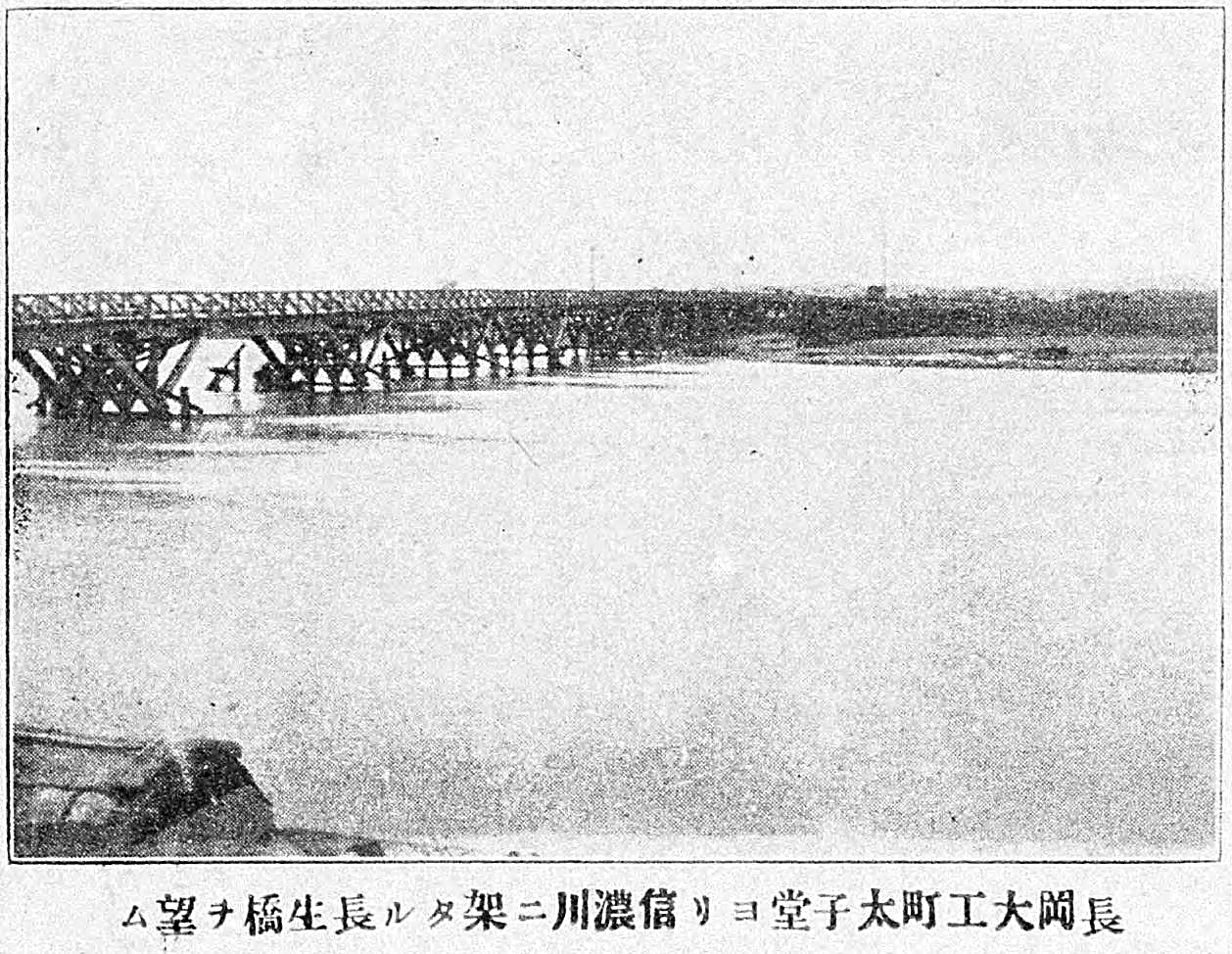
初代の長生橋（『越佐名勝写真帖』（明治34年（1901年）刊）より）

こうしたことから1874年（明治7年）、長岡の元庄屋であった広江椿在門（ひろえ ちんざえもん）が新潟県に対し橋梁の架設願を提出した。広江は中州を挟んで2つの木橋を架橋して、建設費用を通行料金で償還する計画を立案し、県の認可を経て1876年（明治9年）4月30日に工事に着手、同年10月20日に竣工した。新潟県内の信濃川に架橋された最初の橋梁で、河口部の新潟市と当時の沼垂町に掛かる萬代橋が開通したのは、それから10年後の1886年（明治19年）11月4日であった。
初代の長生橋は中州を挟み東側の大橋と西側の小橋の2橋からなるもので、建設当初、その姿が龍が中州に腹を付けて寝ている様に見えることから「臥龍橋（がりゅうばし）」という名前が付けられていたが、開通の際、長岡の「長」と草生津の「生」の字を取って「長生橋」と名付けたと言われる。また「長生き」に掛けて命名したという説もあるが、橋名の正確な由来は定かではない。
開通以降、長生橋は長岡の交通の要衝となったが、たびたび襲う洪水で流失を繰り返したため、多額の修繕費を通行料金で賄うことができず、橋守は負担に耐え切れずに次々と代替わりを繰り返した。結局、橋は新潟県へ移管し、通行も無賃化された。

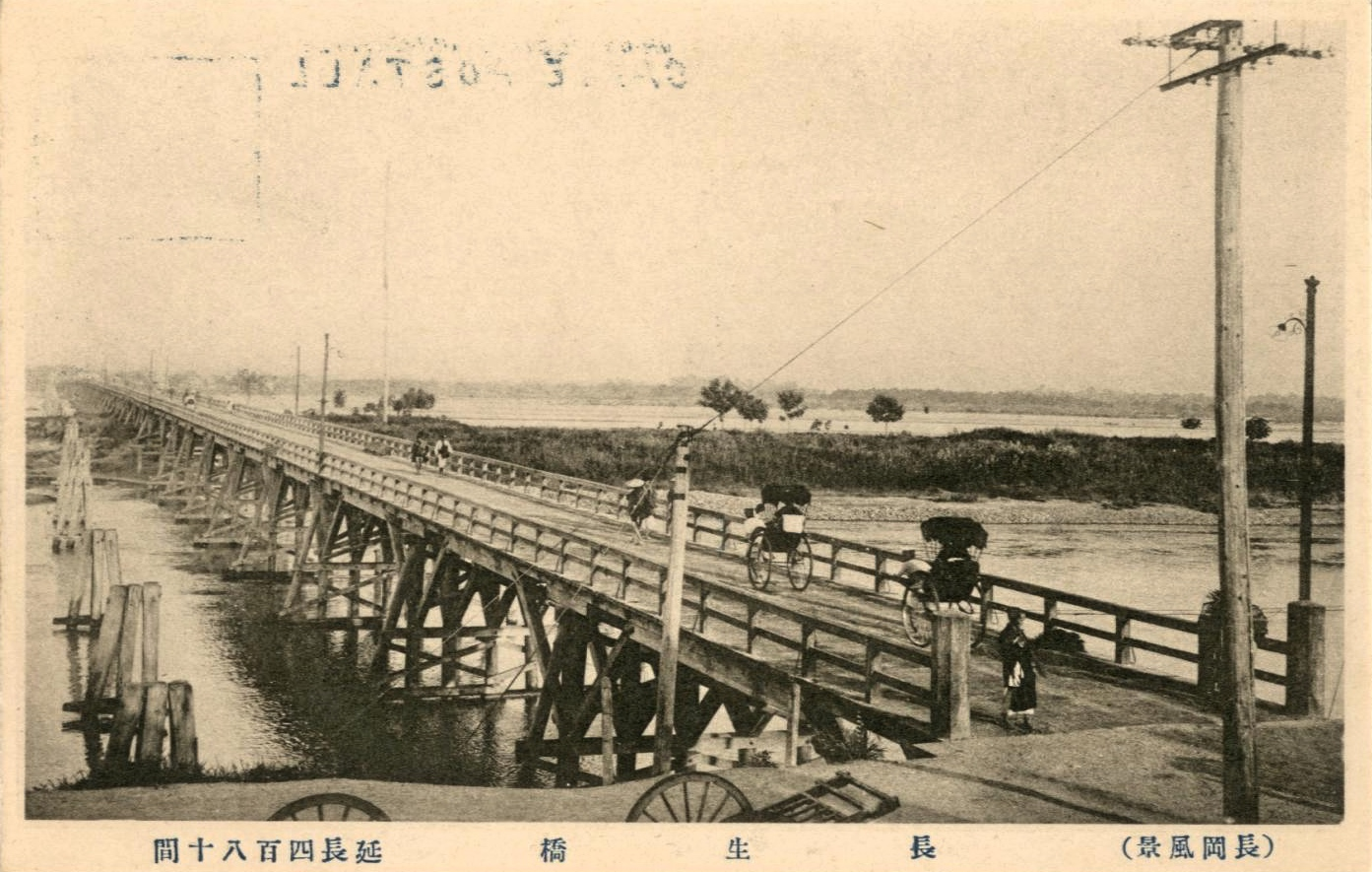
2代目長生橋（昭和初期の絵葉書より）

しかし1914年（大正3年）8月14日、信濃川を襲った大洪水によって橋の大半が流失した。県は中州を通らずに直接両岸を結ぶ新たな橋梁の建設を同年暮れに決定し、1915年（大正4年）11月28日、総工費約12万円を掛け2代目の木橋が竣工。兵庫県から取り寄せたスギ材を使用して築造された。橋長480間（約872.73 m）は、当時木橋としては日本一の長さであった。
だが、この2代目の橋梁も木橋であった為、洪水の度に部分流失を繰り返し、年々損傷も著しくなった。また大正時代から次第に自動車交通が盛んになると、橋梁は自動車が通るたびに激しく揺れるため、歩行者は欄干にしがみついて通過を待たなければならなかったほどで、長岡市周辺では長生橋の鋼鉄橋への架け替えを求める声が高まっていった。

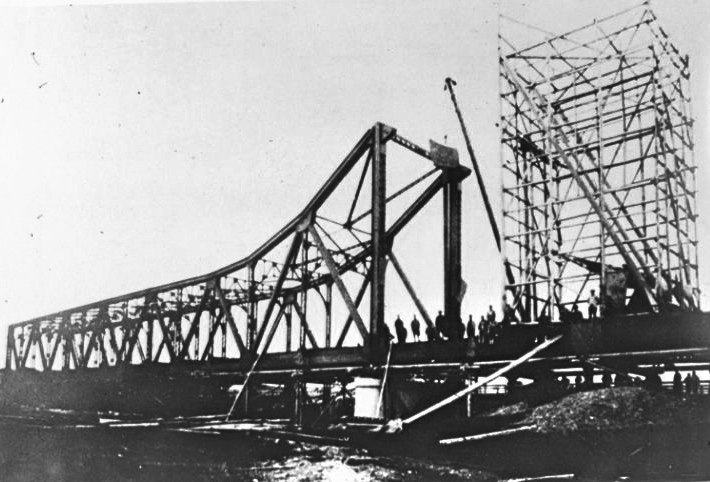
建設中の3代目長生橋（1935年頃）

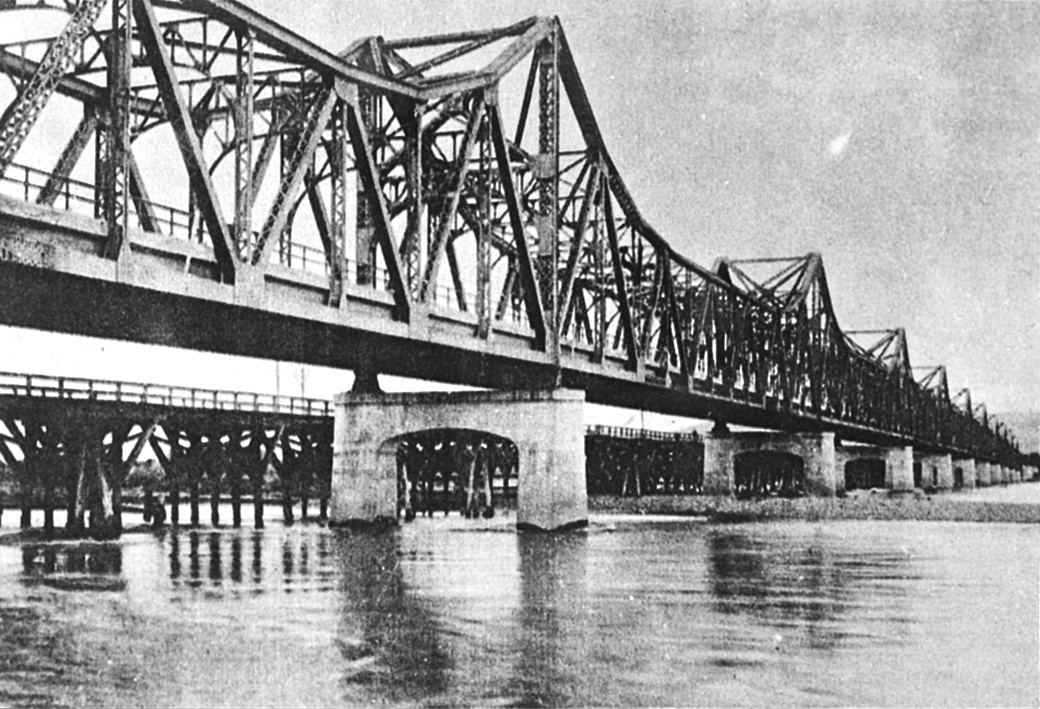
1937年、3代目長生橋完成。奥に見えるのは2代目長生橋。

県は1932年（昭和7年）、県議会で長生橋の鋼橋への架け替えを決議し設計に着手、1934年（昭和9年）1月28日に着工。トラスの躯体は日立造船が製作を担当した。同年7月、イタリアとエチオピアの間で紛争が勃発した余波を受けて鉄鋼の価格が高騰し、この影響で建材費が契約当初から5割近くも高騰するという憂き目にも遭ったが、3代目の鋼橋（現橋）は総工費約78万円を掛け、1937年（昭和12年）10月12日に竣工した。竣工当時は東北地方・北陸地方を通じて最も長い道路橋梁であった。
2代目橋梁時代の1920年（大正9年）に県道長岡柏崎線の区間に指定された後、1952年（昭和27年）に国道8号の区間となり建設省（当時）に移管したが、1970年（昭和45年）に長岡バイパスが開通したのに伴い主要地方道に指定変更されて再び新潟県に移管し、1974年（昭和49年）11月12日付で国道351号の区間に指定変更された。この間、交通量の増大に伴い自転車・歩行者の安全を確保するため、1972年（昭和47年）9月、下流側に自歩道橋が増設された。自歩道橋の桁の躯体は日立造船エンジニアリングが製作を担当している。

## 画像

### 現在

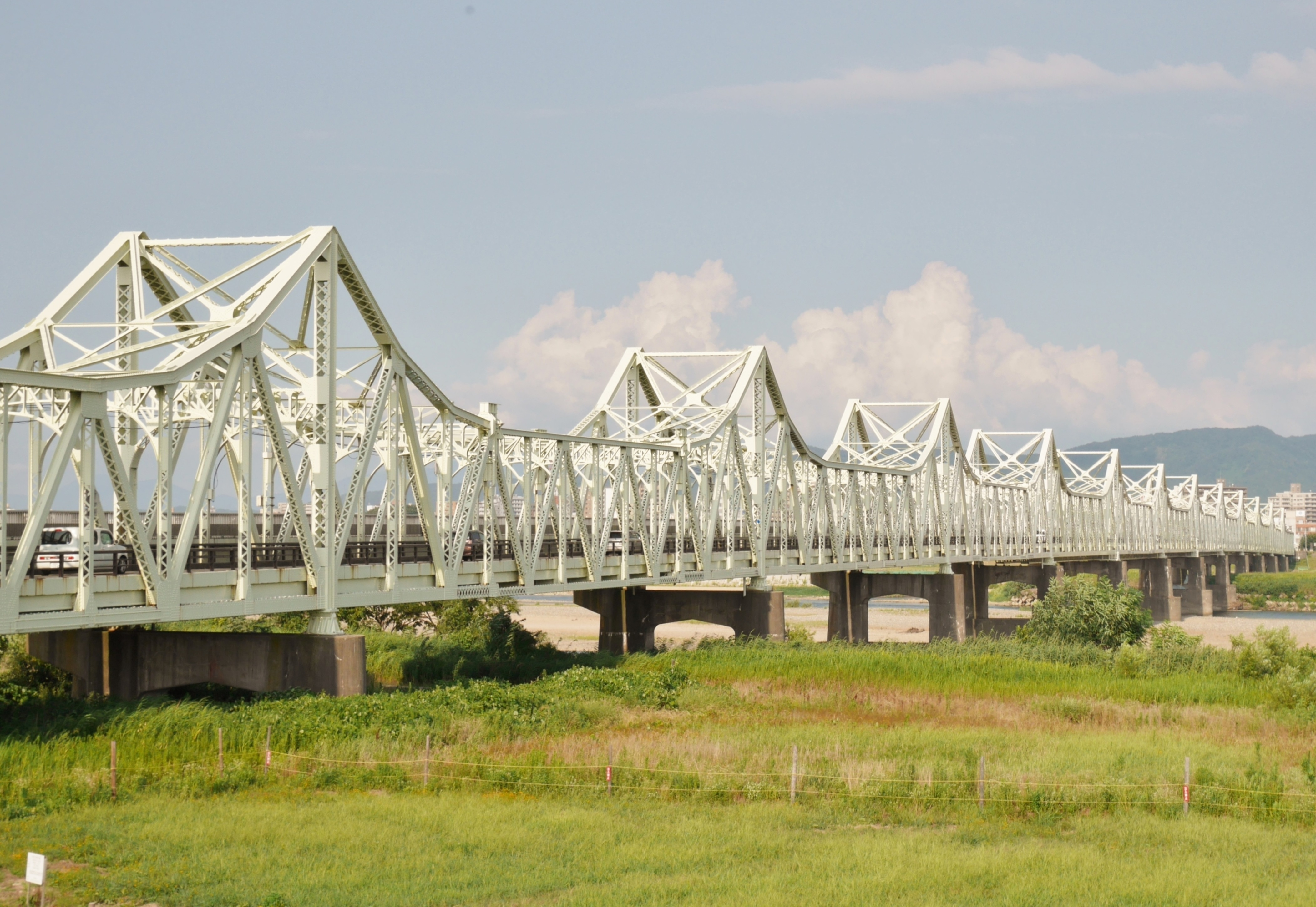
長生橋（西詰から）
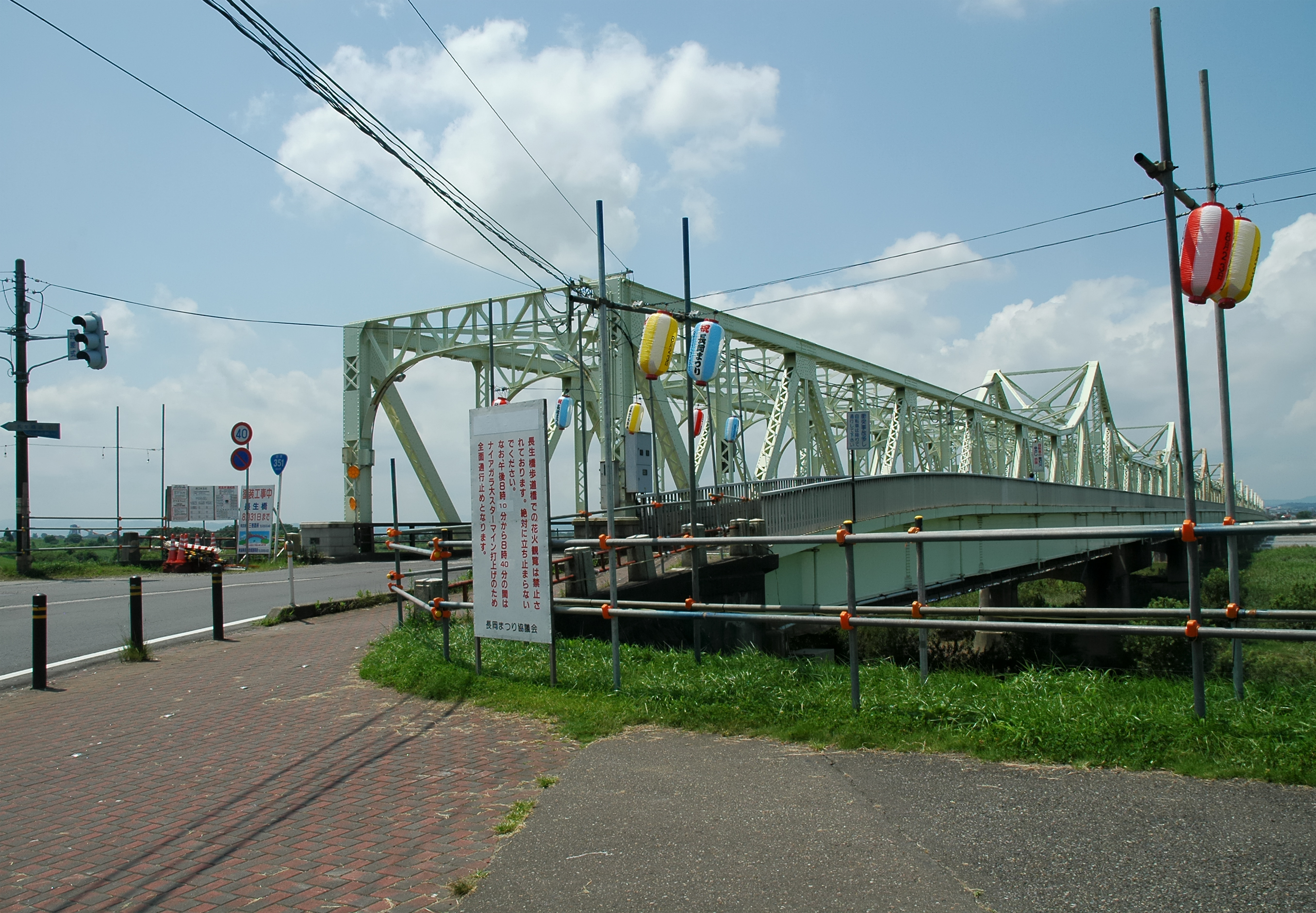
東詰側
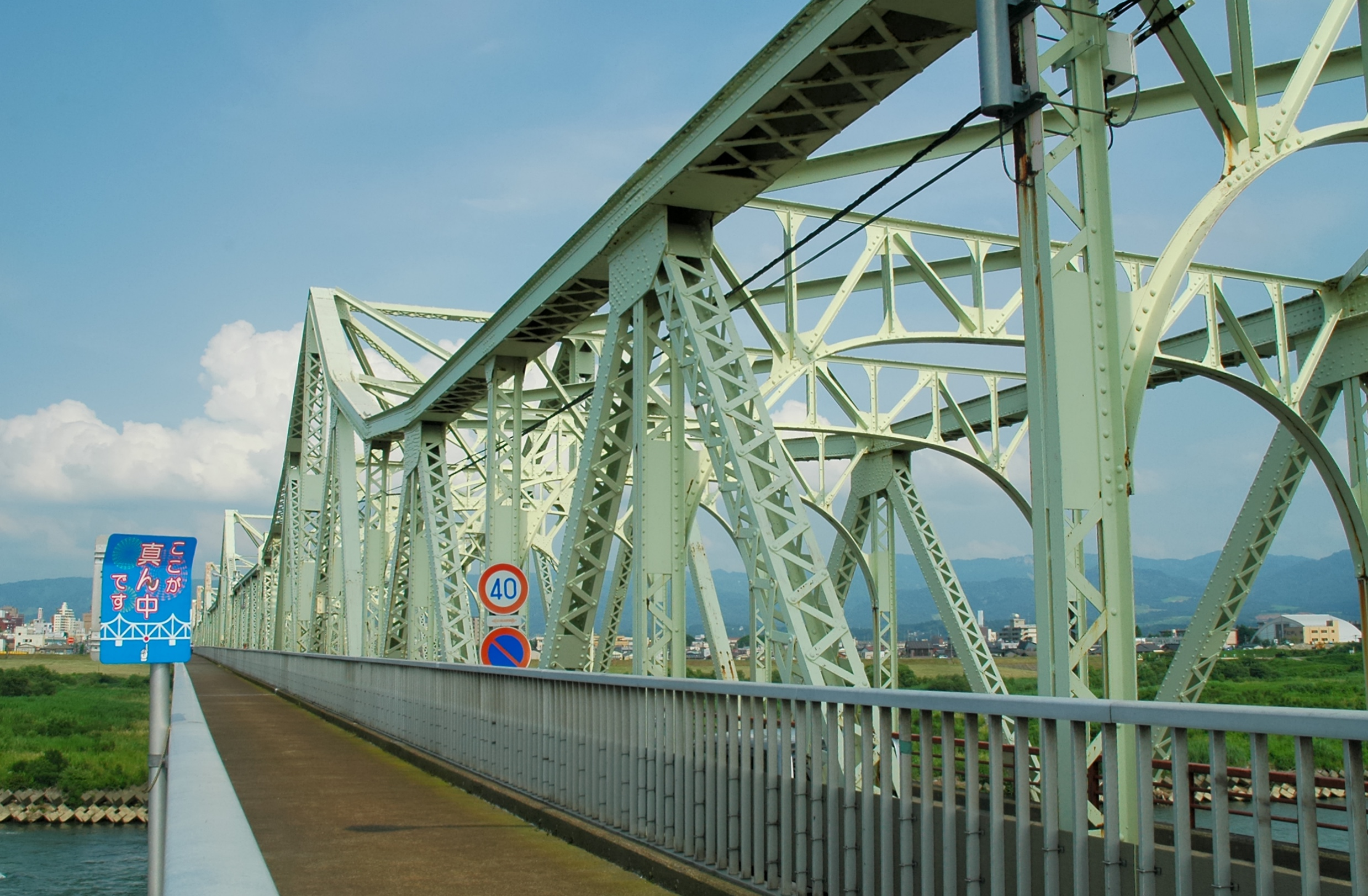
歩道橋の中間部には「ここが真ん中です」という標識が設けられている
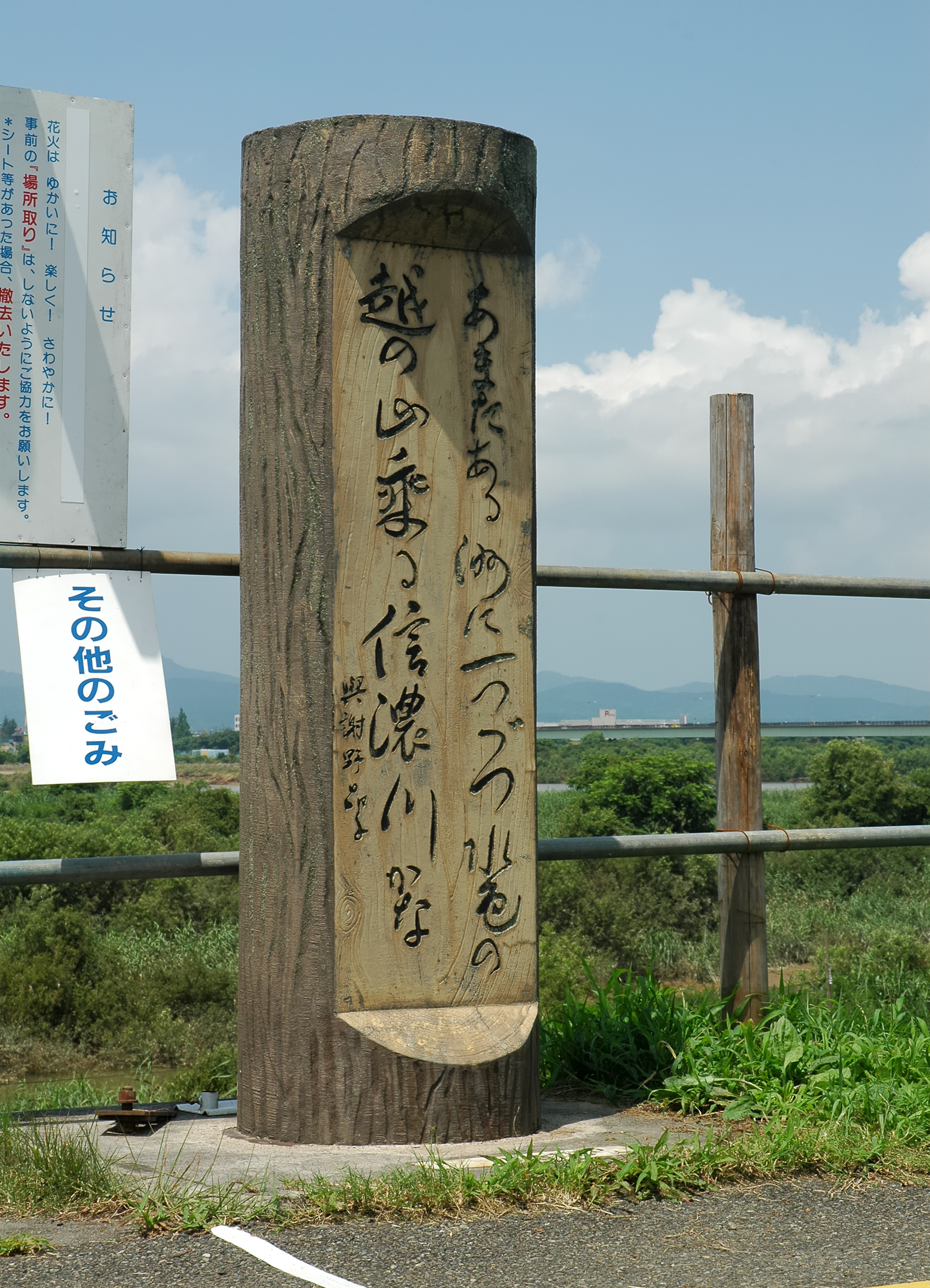
東詰側にある与謝野晶子の歌碑
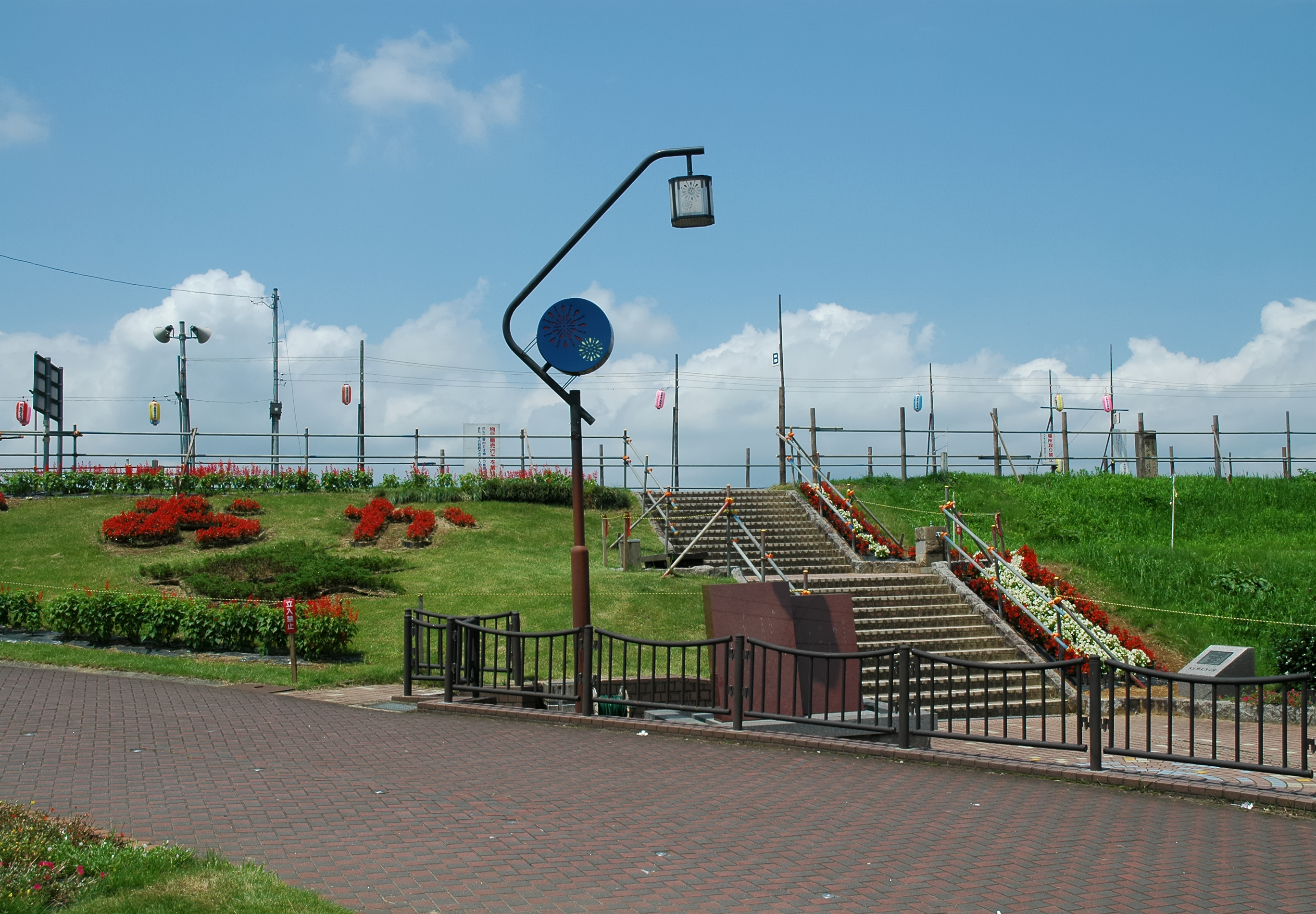
東詰側にある広場内には、花火をモチーフにした街灯が架設されている
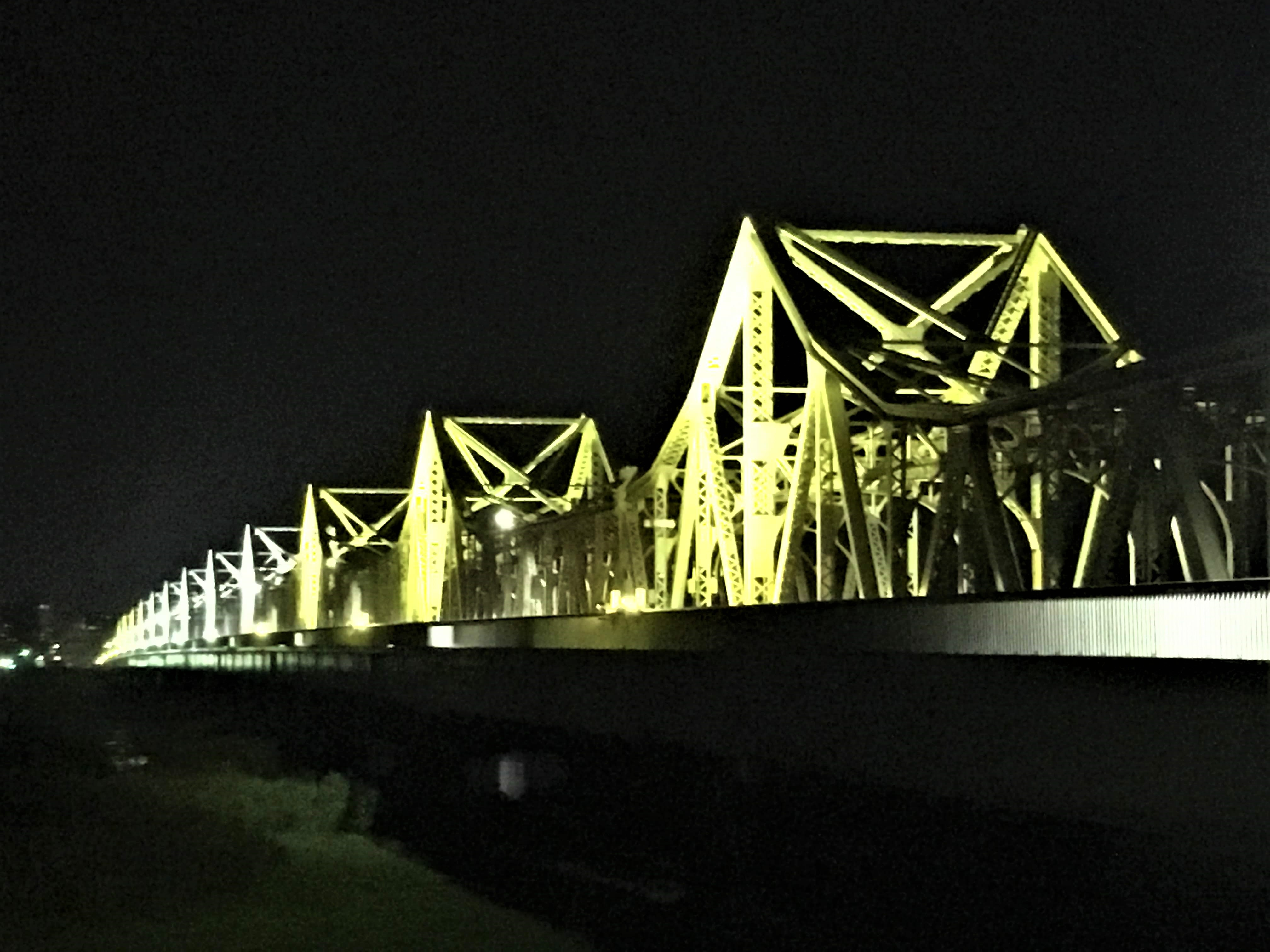
ライトアップ
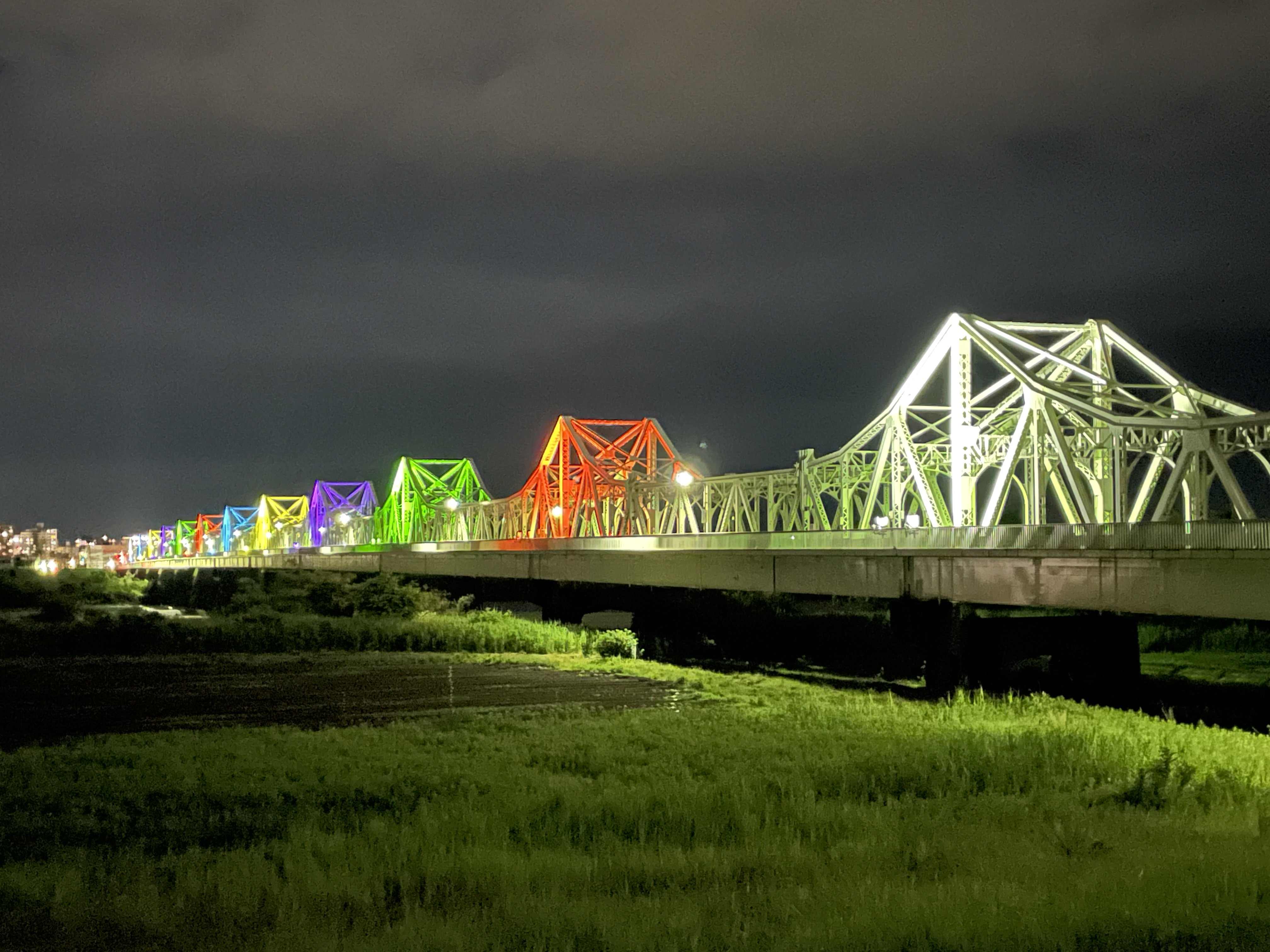
ライトアップ